# 團結香港基金
團結香港基金（英語：Our Hong Kong Foundation）是一個香港智庫組織。由前全國政協副主席、前香港行政長官董建華於2014年11月創立的非政府、非牟利機構。
基金會矢志匯聚新思維和新視野，在一國兩制的基礎上，為香港的繁榮安定與持續發展作出新的貢獻。基金會轄下有三個營運組織：公共政策研究院，進行政策研究和倡議，發揮智庫功能；中國文化研究院，弘揚中國文化，並細說當代中國發展；以及香港地方志中心，記錄社會變遷，梳理歷史脈絡，存史育人。
根據美國賓夕法尼亞大學發表最新全球智庫排行榜（2016 Global Go To Think Tank Index），團結香港基金在全港的智庫之中排名首位，並獲選為「2017年值得關注的智庫」（Think Tank to Watch in 2017）之一。

## 願景及宗旨
他們當時表示，希望有更多有能力的人，以香港長遠和整體利益為出發點，為香港未來和穩定獻策努力，修補因佔中而撕裂的社會狀態，同時發表包括經濟、社會和政府各方面的政策建議，務求促進香港社會和諧、經濟繁榮及可持續發展。
基金主張運用一國兩制的優勢，發揮國際大都會的實力，推動香港整體市民共享繁榮安定，同時為香港年青人提供向上流動的好機會。
除了研究倡議工作，基金會亦積極促進香港的「三創」（創新、創意、創業）發展。2016年在灣仔會展舉行為期八天的「創科博覽」，以國家「十二·五」規劃的科技成就為基礎，展出60項國家尖端科技展品，免費供市民參觀。
基金會宣佈成立中華學社，定期舉辦各種系列的講堂、論壇、課程、遊學交流與考察實習，旨在以深入淺出的形式，促進港人對中國歷史、中華文化及當代國情的認識，推動兩地間的和諧發展。

## 組織

### 榮譽主席
- 董建華（全國政協副主席、前行政長官，2023年9月28日卸任主席並轉任榮譽主席）

### 主席
- 陳智思，GBS，JP（行政會議召集人、前立法會議員（保險界），2023年9月28日前為常務副主席，現兼職為主席）

### 副主席
- 鄭家純，大紫荊勳賢，GBS（新世界發展及新創建集團董事局主席）

### 理事
- 陳啟宗，大紫荊勳賢（恆隆集團及恆隆地產榮譽董事長）
- 鄭維健，GBS，JP（前中央政策組首席顧問、環球（香港）投資有限公司資深主席）
- 鄭慕智，大紫荊勳賢，GBS，OBE，JP（前立法局議員）
- 馮國經博士，大紫荊勳賢，GBS，CBE（前機場管理局主席、利豐集團榮譽主席）
- 何超瓊（信德集團行政主席兼董事總經理）
- 許榮茂，GBS（世茂房地產董事長）
- 洪祖杭，SBS，JP（金保利亞洲有限公司董事長、前南華會主席）
- 郭基泓（新鴻基地產發展有限公司執行董事）
- 林煥光，GBS，JP（前行政會議召集人、前平等機會委員會主席、前奧運馬術公司行政總裁、前行政長官辦公室主任、前民政事務局局長、前公務員事務局局長）
- 劉遵義教授，GBS，JP（前行政會議非官守成員、前香港中文大學校長）
- 劉炳章，GBS，SBS，JP（前立法會議員（建築、測量及都市規劃界））
- 李業廣，大紫荊勳賢，GBS，OBE，JP（前行政會議非官守成員、前香港交易所主席）
- 李家傑，GBS，JP（恆基地產副主席）
- 梁愛詩，大紫荊勳賢，JP（前律政司司長、前基本法委員會副主任）
- 李國章教授，大紫荊勳賢，GBS，JP（行政會議非官守成員、香港大學校董會主席、前教育統籌局局長、前香港中文大學校長、前香港中文大學醫學院院長）
- 羅康瑞，大紫荊勳賢，GBS，JP（瑞安集團主席）
- 黃永光（信和集團副主席）
- 戴德豐，大紫荊勳賢，GBS，JP（四洲集團主席）
- 徐立之教授，大紫荊勳賢，GBS，JP（港科院院長、前香港大學校長）
- 董立新（金山輪船國際有限公司董事總經理）
- 王䓪鳴爵士，DBE，JP（香港青年協會總幹事、前行政會議非官守成員、前房屋委員會主席）
- 黃玉山（全國人大常委會香港基本法委員會副主任及香港都會大學榮休校長）
- 吳宗權（會德豐有限公司主席兼常務董事）
- 楊紹信（香港賽馬會董事）
- 盛智文，大紫荊勳賢，GBS，JP（蘭桂坊集團主席、永利澳門非執行主席、電視廣播有限公司獨立非執行董事、前海洋公園董事局主席）
- 趙令歡（弘毅投資董事長及總裁）

### 參事
- 白德利（香港太古集團有限公司主席）
- 陳榮聲（友邦保險控股有限公司區域首席執行官及集團首席分銷總監）
- 陳經緯（香港中國商會董事會、理事會主席）
- 陳永棋（香港中華廠商聯合會永遠名譽會長）
- 曹惠婷（永新資本投資有限公司行政總裁）
- 陳慧慧（南豐集團榮譽主席）
- 陳卓林（雅居樂集團控股有限公司董事會主席及總裁）
- 張茵（玖龍紙業（控股）有限公司董事長）
- 蔡冠深博士（香港新華集團主席）
- 朱鼎健博士（觀瀾湖集團主席兼行政總裁）
- 范徐麗泰（全國人民代表大會前常務委員）
- 夏雅朗博士（夏利里拉酒店集團主席及行政總裁）
- 郭炳聯（新鴻基地產發展有限公司主席兼董事總經理）
- 林建岳博士（麗新集團主席）
- 林樹哲（南益實業（集團）有限公司董事長）
- 李澤楷（盈科拓展集團創辦人兼主席）
- 林曉輝博士（偉祿集團控股有限公司主席）
- 盧文端博士（榮利集團（國際）有限公司主席）
- 呂耀東（嘉華集團副主席）
- 黃經輝（友邦保險前集團首席執行官兼總裁）
- 伍燕儀博士（花旗銀行行政總裁兼董事總經理）
- 彭耀佳博士（怡和管理有限公司香港區主席）
- 施榮懷（恆通資源集團有限公司執行董事）
- 唐英年（第十二屆全國政協常務委委員）
- 王守業（大新金融集團有限公司主席）
- 楊釗博士（旭日集團有限公司董事長）
- 楊孫西博士（香港香江國際集團董事長）
- 張磊（高瓴資本集團創始人兼首席執行官）
- 張堃（匯達交通服務有限公司董事局主席兼總經理）

### 管理層
- 總裁
  - 李正儀博士，榮譽勳章，太平紳士
- 副總裁
  - 張梨珊女士
  - 潘少權先生
  - 水志偉先生
  - 葉文祺先生

## 成立典禮
團結香港基金於2014年11月10日，在香港會議展覽中心4樓S42會議室舉行成立典禮，並舉行論壇。論壇主題是「香港：前景」，主講嘉賓包括城大前校長張信剛教授、前財政司司長梁錦松、經綸國際經濟研究院主席馮國經博士、中大全球經濟及金融研究所研究教授廖柏偉教授，主持人為香港大學經濟學講座教授王漸。

## 外部連結
- 團結香港基金官方網站（页面存档备份，存于）
- 團結香港基金的Facebook專頁
- 團結香港基金的Instagram帳戶
- YouTube上的團結香港基金頻道
- 團結香港基金的LinkedIN帳戶
- 團結香港基金的X（前Twitter）
- 團結香港基金的新浪微博